# Blast First
Blast First est un sous-label de Mute Records fondé (à l'époque où celui-ci était encore indépendant) en 1985 et spécialisé dans le rock indé. Son nom serait inspiré par Blast, la revue littéraire du poète Wyndham Lewis.

## Histoire
Le label a été fondé par Paul Smith, à l'origine pour distribuer au Royaume-Uni l'album Bad Moon Rising de Sonic Youth, un groupe américain dont il était un proche collaborateur. Il s'est rapidement spécialisé dans un registre de musique extrême, et a signé avec plus de groupes hardcore que sa maison mère, plus orientée vers la synthpop. Avant son rachat par EMI Group, Mute Records incluait d'autres labels à profils similaires, comme the Fine Line et the Grey Area.
Le label a publié des disques pour bon nombre de groupes indépendants depuis le punk des Butthole Surfers et Labradford au rock expérimental de Suicide et Sonic Youth (dont on dit parfois qu'il les a lancés), en passant par la techno hybride d'Acid Brass. Il comporte également des musiciens dans des genres aussi divers que Sun Ra, Glenn Branca ou Phill Niblock.

## Blast First Petite
Après le rachat de Mute en 2002 par EMI, Paul Smith a publié un certain nombre de disques sur un nouveau sous-label, Blast First Petite, mais ceux-ci se sont avérés trop peu intéressant sur le plan commercial pour être distribués par Mute dans le cadre de son nouveau statut.

## Artistes signés
- Acid Brass
- Ac Temple
- The Afghan Whigs
- Butthole Surfers
- Band of Susans
- Big Black
- Big Stick
- Dinosaur Jr
- Erase Errata
- Fushitsusha
- Michael Gibbs
- Hovercraft
- Head of David
- Kaito
- Richard H. Kirk
- Labradford
- Liars
- Masonna
- The Mekons
- Mother Goose
- Pan Sonic
- Sonic Youth
- Ciccone Youth
- Stretchheads
- Suicide
- Jimi Tenor
- Ed Tomney
- 2K
- Ut

## Albums remarquables
Certains albums publiés par Blast First  sont entrés dans le chart UK Top 75, ou sont devenus des disques importants de la scène musicale alternative :
- Big Black - Songs About Fucking (1987) (BFFP 019)
- Sonic Youth - Daydream Nation 2xLP (1988) (BFFP 034)
- Afghan Whigs  - Gentlemen (1993) (BFFP 089)
- Butthole Surfers - Locust Abortion Technician (1987) (BFFP 023)

Blast First était avant tout un label britannique pour ces groupes américains, qui signaient généralement leurs contrats chez des labels de leur pays d'origine.